# Cazul Paradine

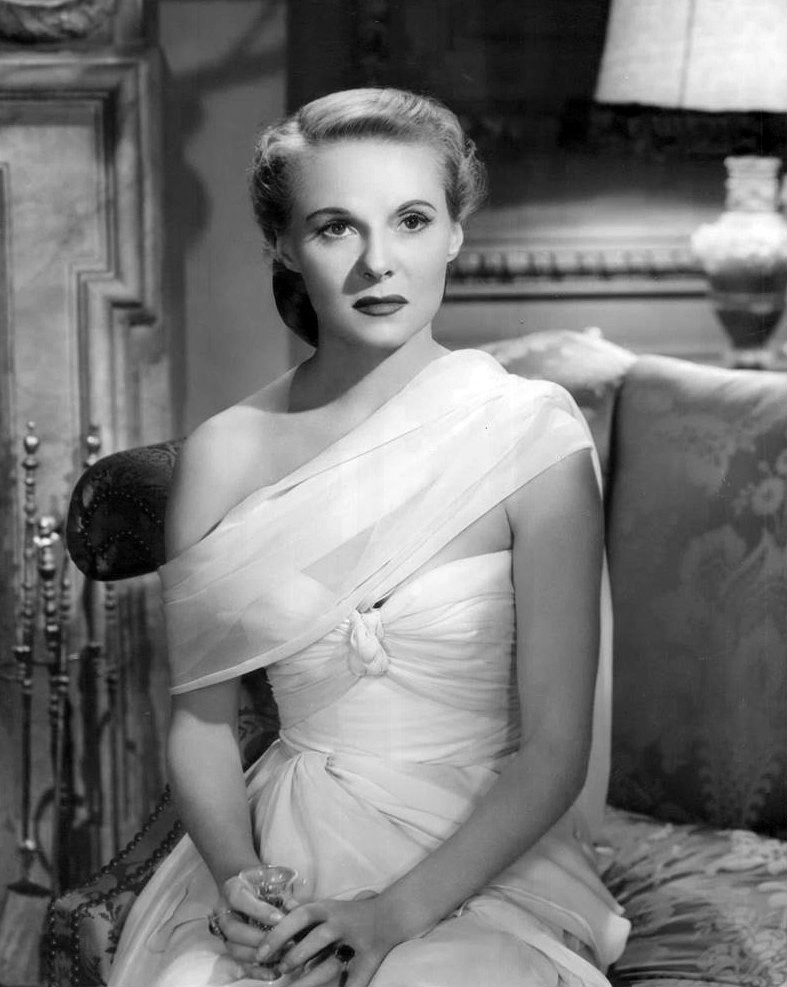

Cazul Paradine (titlul original: în engleză The Paradine Case) este un film de dragoste noir american din 1947 regizat de Alfred Hitchcock. În rourile prinipale joacă actorii Gregory Peck, Ann Todd și Alida Valli.

## Distribuție
- Gregory Peck - Anthony Keane
- Ann Todd - Gay Keane
- Alida Valli - Mrs. Maddalena Anna Paradine
- Charles Lughton - Judge Lord Thomas Horfield
- Charles Coburn - Sir Simon Flaquer
- Joan Tetzel - Judy Flaquer
- Ethel Barrymore - Lady Sophie Horfield
- Louis Jourdan - André Latour
- Leo G. Carroll - Sir Joseph
- Isobel Elsom - hangiița
- John Williams - Barrister Collins